# Kenny Clare

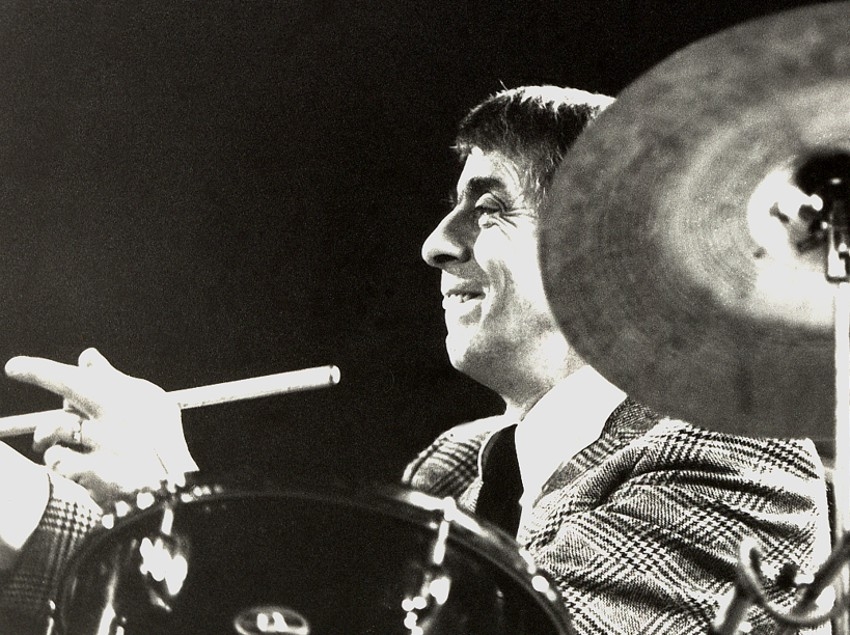
Kenny Clare

Kenny Clare (Londen, 8 juni 1929 - 21 december 1984) was een Britse jazz-drummer. 
In 1949 werd hij drummer bij de toen populaire radio-dansband van Oscar Rabin. In 1954 stapte hij over naar de groep van Jack Parnell en daarna speelde hij zo'n vijf jaar in de band van Johnny Dankworth, waarmee hij ook optrad op het Newport Jazz Festival. Hij was studiomuzikant, speelde in het begin van de jaren zestig bij Ted Heath en had een eigen groep met drummer Ronnie Stephenson waarmee hij bigband-swing speelde. Vanaf 1967 was hij drummer in de bigband van Kenny Clarke en Francy Boland waar hij tijdelijk Clarke verving toen deze drummer in Spanje verbleef. Na Clarke's terugkeer werkte de bigband met twee drummers tegelijk. Hij was ook lid van de groep van Ronnie Scott. Vanaf het begin van de jaren zeventig was hij actief als freelancer. Hij werkte met Peter Herbolzheimer, Knut Kiesewetter, Henry Mancini en Michel Legrand. Hij toerde met Tom Jones en begeleidde onder meer Ella Fitzgerald (op de lp Can't Buy Me Love, 1964), Judy Garland, Peggy Lee, Mel Tormé en Cleo Laine. Ook werkte hij voor radio, televisie, film en commercials.

## Discografie
- Drums Box, MPS BASF 1975